# Dobermann (film)
Dobermann è un film del 1997 diretto da Jan Kounen, regista pubblicitario al suo esordio nel cinema. Vincent Cassel interpreta il protagonista, il criminale Dobermann; Monica Bellucci la sua compagna muta, Nathalie. La pellicola è ispirata a un fumetto di Joël Houssin e ha sollevato in Francia un polverone per le sue immagini di isterica violenza.

## Trama
Francia, anni sessanta: al battesimo del piccolo Yann, un cane dobermann ringhia fuori dalla chiesa; al termine del battesimo, durante una discussione un uomo brandisce un revolver, il cane si lancia in difesa del padrone contro l'uomo armato, azzannandogli il braccio. Questi lancia via la pistola, che cade di peso nella culla del bambino, il quale si zittisce immediatamente. Tutti si avvicinano per vedere cosa è successo e vedono il neonato, calmo e tranquillo, accarezzare l'enorme pistola.
Francia, anni novanta: Yann Le Pentrec, chiamato nel giro "Dobermann", è un giovane rapinatore di banche e furgoni portavalori, che possiede armi potenti e auto costose, come una Lamborghini Countach; sua complice e compagna è la bellissima e sordomuta gitana Nathalie. Altri membri della banda sono Mosquito, pericoloso e iracondo, pronto a estrarre l'arma da fuoco anche per un'inezia, e vestito spesso di blu, Pitbull, un gigante dall'aspetto gentile ma dal carattere a tratti violentissimo, amante dei cani e consumatore di cocaina, il Prete, un ex prelato armato di un fucile da caccia e che spara granate come preghiere, Leo e Manu, due fratelli zingari, Leo ha il vizio dell'alcol mentre Manu è un bisessuale ossessionato dal sesso, Oliver, alias Sonia, che conduce una doppia vita (da bravo ragazzo con una giovane moglie e un figlio neonato, e da travestito) e che viene considerato il componente più debole all'interno della banda.
Durante una rapina al centro direzionale parigino La Défense, i rapinatori uccidono due poliziotti. Sulle tracce della banda si mette dunque il cinico e spietato ispettore Sauveur Cristini che, affiancato dal collega Baumann, userà dei metodi poco ortodossi ma efficaci, diversamente dal commissario Clodarec e dalla sua squadra. Cristini e Baumann seguono Olivier fino a casa dei genitori, li minacciano senza esitare a ricorrere a violenza e abuso di potere sino a estorcere l'informazione che la banda si ritroverà in una discoteca.
Cristini dunque mette addosso a Olivier una cimice e ne rapisce il figlio per farlo collaborare: la madre del bambino tenterà di riprenderselo ma viene uccisa. Parecchie macchine in borghese della polizia si appostano all'esterno della discoteca: Manu prova a sparare ma viene ferito da Cristini, al che scoppia una guerriglia a suon di bombe e proiettili; durante l'irruzione Leo, brillo, viene crivellato dai colpi degli agenti.
Dopo essere stato condotto in un luogo segreto da Yann e zio Joe (un parente di Yann e proprietario della discoteca), anche Manu muore, a causa della ferita, mentre Pitbull viene interrogato dagli altri agenti e ucciso da Cristini, sotto lo sguardo di Nathalie. In seguito l'ispettore Cristini cattura Nathalie, scatenando l'ira del Dobermann, mentre il Prete uccide Baumann prima che l'ispettore possa arrestare Mosquito ed entrambi i criminali riescono a scappare.
Dopo la fuga, entrambi incontrano Sonia, e capiscono che li aveva traditi, e il travestito confessa di averlo fatto per suo figlio. Cristini, come impazzito, ha intenzione di stuprare Nathalie ma Dobermann li raggiunge con un'ambulanza e riesce a sopraffarlo prendendo il comando dell'auto e sfregiando la sua faccia sull'asfalto della strada, probabilmente uccidendolo. L'indomani, i membri superstiti della banda (Yann, Nat, Oliver, Mosquito e il Prete) dopo un fittizio funerale a Sonia, si allontanano in auto e vengono bersagliati da un elicottero.

## Produzione
Il film è stato girato a Parigi e al canale dell'Ourcq, nel Senna-Saint-Denis (per le riprese degli esterni del night club).

## Distribuzione

### Data di uscita
- Francia: 18 giugno 1997
- Italia: 21 novembre 1997

### Divieti
- Finlandia: vm 18
- Francia: vm 16
- Germania: vm 18
- Inghilterra: vm 18
- Islanda: vm 16
- Italia: vm 14
- Norvegia: vm 18
- Spagna: vm 18
- Corea del Sud: vm 18